# Sicyopterus lagocephalus
Sicyopterus lagocephalus es una especie de pez de la familia de los Gobiidae en el orden de los Perciformes.

## Morfología
Los machos pueden llegar a alcanzar los 13 cm de longitud total y las hembras 10,65.

## Hábitat
Es un pez  de clima tropical y demersal.

## Distribución geográfica
Se encuentra desde las Comoras (África Oriental) hasta las Islas Australes (Polinesia Francesa ).

## Observaciones
Es inofensivo para los humanos.